# Успенський храм (Узин)
Свято-Успенський храм — культова споруда УПЦ-МП в місті Узин Білоцерківського району.

## Історія
Перша православна церква св. Миколая почала будуватись у 1773 р. Вона стояла на високому пагорбі, недалеко від ставу — на вулиці, що й зараз зветься Високою. Першим настоятелем був Пантелеймон Августинович. Нащадок Пантелеймона Августиновича у 1842 р. розібрав стару церкву і побудував на кам'яному фундаменті нову двопрестольну церкву в честь Успіння Божої Матері і святителя Миколая. У 60-х роках ХХ століття храм був зруйнований радянською владою. На місці  цієї церкви  відбудована церква ПЦУ.
У 1996 році розпочалося будівництво нової цегляної церкви в честь Успіння Божої Матері по вул. Першотравнева, 8а. Допомогу при будівництві нового храму надавали: Узинський цукрозавод, ремонтно-транспортне підприємство "Сільгосптехніка ", ПОП "Агрофірма «Узинська», керівництво та жителі міста Узина. 3 березня 2002 р. храм був освячений Преосвященним Серафимом, єпископом Білоцерківським і Богуславським.Яка належить московському патріархату.
Настоятель храму протоієрей Андрій Омельченко — благочинний Узинського округу.